# تابش پرتوی

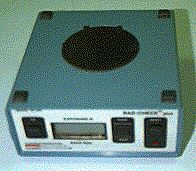
سنجش تابش پرتوی (exposure meter)

قابلیت یک پرتو اشعه ایکس برای یونیزه سازی هوا را تابش پرتوی (Radiation exposure) گویند.
واحد سنتی این کمیت رونتگن (Roentgen) نام دارد و یکای SI آن C/kg است:
۱R = ۲.۵۸E−۴ C/kg
یک رونتگن نیز در هوا هم ارز ۸٫۷ میلی گری کرما (kerma) می‌باشد.
میزان تابش یک اندازه‌گیری از یونیزه شدن هوا به دلیل تابش یونیزه‌شده از فوتون‌ها است. این مقدار به‌عنوان بار الکتریکی آزاد شده توسط چنین تابشی در حجم معینی از هوا تقسیم بر جرم آن هوا تعریف می‌شود. از سال ۲۰۰۷، «میزان تابش پزشکی» توسط کمیسیون بین‌المللی حفاظت از تابش رادیولوژیکی به‌عنوان تابشی که افراد در چارچوب تشخیص یا درمان پزشکی یا دندانی خود دریافت می‌کنند، یا توسط افرادی که به‌طور داوطلبانه در حمایت و راحتی بیماران کمک می‌کنند، یا توسط داوطلبان در برنامه‌های تحقیقاتی بیومدیکال که در آن‌ها در معرض تابش قرار می‌گیرند، تعریف شد. آزمایش ها و درمان‌های پزشکی رایج که شامل تابش می‌شوند عبارتند از: اشعه ایکس، سی‌تی‌اسکن، ماموگرافی، اسکن‌های تهویه و پرفیوژن ریه، اسکن‌های استخوان، اسکن پرفیوژن قلبی، آنژیوگرافی، درمان با تابش و موارد دیگر. هر نوع آزمایش دارای میزان تابش خاص خود است.
دو دسته کلی اثر های زیان‌بار تابش وجود دارد: اثرهای قطعی و اثرهای تصادفی. اثرهای قطعی (واکنش‌های مضر بافتی) ناشی از کشته شدن یا اختلال عملکرد سلول‌ها پس از دوزهای بالا است؛ و اثرهای تصادفی شامل توسعه سرطان در افراد در معرض تابش ناشی از جهش سلول‌های سوماتیک، یا بیماری‌های ارثی در فرزندان آن‌ها به‌دلیل جهش سلول‌های تناسلی است.
دز جذب شده به‌عنوان مقداری از انرژی که تابش در یک ماده ذخیره می‌کند، تعریف می‌شود. واحدهای معمول اندازه‌گیری دز جذب شده عبارتند از: راد (rad) یا دز تابش جذب‌شده، و گری (Gy). معادل دز، اثر تابش بر بافت‌های انسانی را محاسبه می‌کند. این محاسبه با استفاده از فاکتور وزن‌دهی بافتی انجام می‌شود که حساسیت مختلف بافت‌ها به تابش را در نظر می‌گیرد. دز موثر، ریسک تابش را بر کل بدن میانگین‌گیری می‌کند. تابش یونیزه‌شده به‌طور شناخته‌شده‌ای موجب سرطان در انسان‌ها می‌شود. این امر از مطالعه طول عمر ناشی می‌شود که بازماندگان بمباران هسته‌ای در ژاپن در طول جنگ جهانی دوم را پیگیری کرده است. بیش از ۱۰۰٬۰۰۰ نفر به مدت ۵۰ سال پیگیری شدند. یک نفر از هر ده نفر از کسانی که در این مدت دچار سرطان شدند، به دلیل تابش بود. این مطالعه نشان‌دهنده یک پاسخ دوز خطی برای تمام تومورهای جامد است. این به این معناست که رابطه میان دوز تابش و واکنش بدن انسان یک خط مستقیم است.
ریسک تابش دوز پایین در تصویربرداری پزشکی ثابت ‌نشده است. ثابت کردن  ریسک تابش دوز پایین دشوار است. بخشی از این مشکل به این دلیل است که عوامل سرطان‌زای دیگری در محیط وجود دارند، از جمله سیگار کشیدن، مواد شیمیایی و آلودگی‌ها. یک سی‌تی‌اسکن معمولی سر دارای دز مؤثر ۲ میلی‌سیورت است. این مقدار مشابه با تابش پس‌زمینه‌ای است که یک فرد در طول یک سال در معرض آن قرار می‌گیرد. تابش پس‌زمینه از مواد رادیواکتیو طبیعی و تابش کیهانی از فضا ناشی می‌شود. جنین در حال رشد به‌شدت حساس به تابش هستند. عوارض ناشی از تابش شامل نقص در اندام‌های داخلی، کاهش ضریب هوشی (IQ) و تشکیل سرطان است. واحد بین‌المللی تابش، کولن بر کیلوگرم (C/kg) است که جایگزین عمده رنتگن (R) شده است. یک رنتگن معادل ۰٫۰۰۰۲۵۸ C/kg است؛ تابش یک کولن بر کیلوگرم معادل ۳۸۷۶ رنتگن است.

## تابش
تابش یک شکل متحرک انرژی است که به دو نوع یونیزه کننده و غیر یونیزان طبقه بندی می شود. تابش الکترومغناطیسی متشکل از فوتون ها است که می توان آنها را بسته های انرژی در نظر گرفت که به شکل موج حرکت می کنند. نمونه هایی از تابش الکترومغناطیسی شامل اشعه ایکس و پرتوهای گاما است.

## پیشگیری از مواجهه با تابش در مراقبت های بهداشتی
در دنیای پرهیاهوی تصویربرداری پزشکی، جایی که فناوری‌های نوین امکان تشخیص دقیق بیماری‌ها را فراهم می‌آورند، نباید از خطرات ناشی از تابش غافل شد. کارکنان بخش‌های رادیولوژی و پرتودرمانی، به دلیل ماهیت شغل خود، بیش از سایرین در معرض دوزهای مختلف تابش قرار دارند. این مواجهه طولانی‌مدت می‌تواند عوارض جدی از جمله افزایش خطر ابتلا به سرطان، آسیب به بافت‌های سالم و اختلالات ژنتیکی را به دنبال داشته باشد.

#### نقش تجهیزات حفاظتی
تجهیزات حفاظتی فردی مانند پیشبندهای سربی، عینک‌های محافظ، دستکش‌های مخصوص و ماسک‌ها، نقش بسیار مهمی در کاهش دوز دریافتی کارکنان ایفا می‌کنند. با این حال، استفاده صحیح و مداوم از این تجهیزات به اندازه کیفیت آن‌ها اهمیت دارد. بنابراین، آموزش کارکنان در زمینه نحوه استفاده صحیح از تجهیزات حفاظتی و همچنین انجام بازرسی‌های دوره‌ای از این تجهیزات، از جمله اقدامات ضروری است.

#### بهینه‌سازی پروتکل‌های تصویربرداری
با پیشرفت تکنولوژی، روش‌های مختلفی برای کاهش دوز تابش در حین تصویربرداری پزشکی توسعه یافته است. به عنوان مثال، استفاده از فیلترهای ویژه، بهینه‌سازی پارامترهای دستگاه‌های تصویربرداری و اعمال تکنیک‌های پردازش تصویر، می‌تواند به طور قابل توجهی دوز تابش را کاهش دهد بدون آنکه از کیفیت تصاویر کاسته شود. همچنین، استفاده از دستگاه‌های تصویربرداری دیجیتال به جای دستگاه‌های آنالوگ، به دلیل کاهش میزان تابش مورد نیاز برای تولید تصویر، می‌تواند گامی موثر در جهت کاهش خطرات ناشی از تابش باشد.

#### اهمیت نظارت و ارزیابی
نظارت بر دوز دریافتی کارکنان و ارزیابی اثربخشی اقدامات حفاظتی، از جمله ارکان اصلی برنامه‌های حفاظت در برابر تابش است. استفاده از دزیمترهای فردی، انجام بازرسی‌های دوره‌ای از تجهیزات و بررسی سوابق دوزیمتری کارکنان، به شناسایی مشکلات احتمالی و ارزیابی اثربخشی اقدامات انجام شده کمک می‌کند.

### درمان آنتی‌اکسیدانی
تحقیقات نشان داده‌اند که آنتی‌اکسیدان‌ها، با خنثی‌سازی رادیکال‌های آزاد مضری که در اثر تابش ایجاد می‌شوند، نقش محافظتی بسیار مهمی در برابر آسیب‌های سلولی ایفا می‌کنند. این ترکیبات ارزشمند، با تقویت سیستم آنتی‌اکسیدانی بدن، به ترمیم DNA آسیب دیده کمک کرده و از بروز جهش‌های ژنتیکی که می‌توانند منجر به بیماری‌هایی مانند سرطان شوند، جلوگیری می‌کنند. البته، استفاده از آنتی‌اکسیدان‌ها به عنوان یک روش درمانی مکمل، باید تحت نظر پزشک و با توجه به شرایط فردی هر بیمار صورت گیرد.

## دوز جذب‌شده، معادل دوز و دوز مؤثر
دوز جذب‌شده، مقداری از انرژی است که تابش یونیزه‌شده در یک ماده ذخیره می‌کند. مقدار این دوز به نوع ماده‌ای که تابش را جذب می‌کند بستگی دارد. برای تابشی به میزان ۱ رنتگن از پرتوهای گاما با انرژی ۱ MeV، دوز در هوا ۰.۸۷۷ راد، در آب ۰.۹۷۵ راد، در سیلیکون ۰.۸۷۷ راد و در بافت انسانی میانگین ۱ راد خواهد بود. "راد" مخفف دوز جذب‌شده تابشی است و به‌عنوان یک کمیت دوزیمتریک ویژه برای ارزیابی میزان دوز ناشی از تابش استفاده می‌شود. یک واحد متداول دیگر برای اندازه‌گیری دوز جذب‌شده در بافت انسانی، گری (Gy) است که واحد بین‌المللی (SI) محسوب می‌شود.
مقدار انرژی ذخیره‌شده در بافت‌ها و اندام‌های انسانی مبنای اندازه‌گیری‌ها برای انسان‌ها است. این دوزها با درنظرگرفتن نوع تابش و حساسیت متفاوت اندام‌ها و بافت‌ها به تابش، به ریسک تابشی محاسبه می‌شوند. برای اندازه‌گیری اثرهای زیستی تابش بر بافت‌های انسانی، از دوز مؤثر یا معادل دوز استفاده می‌شود. معادل دوز، میزان دوز مؤثر تابش در یک اندام یا بافت خاص را اندازه‌گیری می‌کند. فرمول محاسبه معادل دوز به این صورت است:
معادل دوز = دوز جذب‌شده × ضریب وزن‌دهی بافت
ضریب وزن‌دهی بافت حساسیت نسبی هر اندام به تابش را منعکس می‌کند. دوز مؤثر به ریسک تابش میانگین‌گیری‌شده در کل بدن اشاره دارد و برابر است با مجموع معادل دوزهای همه اندام‌ها یا بافت‌های در معرض تابش. واحدهای اندازه‌گیری معادل دوز و دوز مؤثر، سیورت (Sv) است.
برای مثال، فرض کنید روده کوچک و معده یک فرد به‌طور جداگانه در معرض تابش قرار گرفته‌اند. دوز جذب‌شده روده کوچک ۱۰۰ میلی‌سیورت و دوز جذب‌شده معده ۷۰ میلی‌سیورت است.

## خطر سرطان، مطالعه طول عمر و فرضیه خطی-بدون‌آستانه (LNT)
تابش یونیزه‌شده به‌طور شناخته‌شده‌ای باعث توسعه سرطان در انسان می‌شود. این آمار از مشاهده بروز سرطان در بازماندگان بمباران اتمی به دست آمده است. مطالعه طول عمر (LSS) یک مطالعه طولانی‌مدت درباره اثرهای سلامتی در بازماندگان بمباران اتمی ژاپن است. همچنین افزایش بروز سرطان در معدن‌چیان اورانیوم مشاهده شده است. این موضوع در سایر مطالعه های پزشکی، شغلی و محیطی نیز دیده شده است، از جمله بیماران پزشکی که در معرض دوزهای تشخیصی یا درمانی تابش قرار گرفته‌اند و افرادی که به منابع محیطی تابش از جمله تابش طبیعی دچار شده‌اند
در مطالعه LSS، ۱۰۵,۴۲۷ نفر (از حدود ۳۲۵,۰۰۰ بازمانده غیرنظامی) از سال ۱۹۵۸ تا ۱۹۹۸ پیگیری شدند. در این مدت، ۱۷,۴۴۸ سرطان تشخیص داده شد. پیش‌بینی اولیه بروز سرطان یا تعداد موارد جدید سرطان حدود ۷,۰۰۰ بود. از این تعداد، ۸۵۰ مورد در افرادی که دوز تخمینی بیش از ۰.۰۰۵ گری دریافت کرده بودند تشخیص داده شد. به عبارت دیگر، این موارد ناشی از تابش بمباران اتمی بود که معادل ۱۱٪ یا ۱ مورد در ۱۰ سرطان‌های تشخیص داده‌شده است.
مطالعه نشان‌دهنده پاسخ خطی دوز برای تمام تومورهای جامد است. این بدان معناست که رابطه بین دوز تابش و واکنش بدن انسان یک خط مستقیم است

## پس زمینه ی تابش
پس‌زمینه ی تابش از مواد طبیعی رادیواکتیو و تابش کیهانی از فضا ناشی می‌شود. افراد به‌طور مداوم از محیط در معرض این تابش قرار دارند که سالانه حدود ۳ میلی‌سیورت است. گاز رادون بزرگ‌ترین منبع تابش پس‌زمینه است که سالانه حدود ۲ میلی‌سیورت تابش ایجاد می‌کند. منابع دیگر شامل تابش کیهانی، اورانیوم و توریم محلول در آب، و تابش داخلی بدن انسان (پتاسیم-۴۰ و کربن-۱۴) از زمان تولد است.
مطالعات پیشنهاد کرده‌اند که استفاده از آنتی‌اکسیدان‌ها می‌تواند آسیب DNA را در اثر مواجهه با تابش کاهش دهد. درمان آنتی‌اکسیدانی قبل از مواجهه با تابش پیشنهاد شده است.

## پیشگیری از مواجهه با تابش در زمینه ی بهداشت و درمان
در در حوزه مراقبت‌های بهداشتی، متخصصان ممکن است در صورت عدم اتخاذ تدابیر پیشگیرانه مناسب، در معرض اشکال مختلف تابش یون‌ساز قرار گیرند. این مواجهه می‌تواند از طریق دستگاه‌هایی نظیر اشعه ایکس، سی‌تی‌اسکن، و پرتودرمانی رخ دهد. این فناوری‌ها برای تهیه تصاویر دقیق از ساختار داخلی بدن، که در فرآیندهای تشخیصی و درمانی ضروری هستند، از تابش یون‌ساز استفاده می‌کنند. بنابراین، اجرای اقدام های پیشگیرانه برای کاهش خطرهای ناشی از تابش و اطمینان از ایمنی کارکنان بهداشتی بسیار حیاتی است.
یکی از اقدام های اساسی برای کاهش خطر های تابش، برگزاری آموزش‌های ایمنی برای تمام کارکنانی است که در حوزه‌های عملیاتی مرتبط با تابش کار می‌کنند. این آموزش‌ها نه تنها دانش کارکنان را در استفاده صحیح از وسایل افزایش می‌دهد، بلکه شامل استفاده از تجهیزهای حفاظت فردی مانند روپوش، ماسک، شیلد، عینک و دستکش نیز می‌شود. استفاده صحیح از این تجهیزات و رعایت شیوه صحیح پوشیدن و برداشتن آن‌ها از اهمیت ویژه‌ای برخوردار است.

## اثر تابش بر جنین
تابش یون‌ساز، به دلیل توانایی آن در ایجاد آسیب در سطح سلولی، یکی از مهم‌ترین عوامل خطر برای سلامت انسان به‌ویژه در دوران جنینی است. جنین در حال رشد، به دلیل تقسیم سلولی سریع و حساسیت بالای بافت‌های در حال تشکیل، نسبت به اثرات زیانبار تابش بسیار آسیب‌پذیرتر از افراد بالغ است.
دوران بارداری را می‌توان به چندین دوره حساس تقسیم کرد که هر یک از آن‌ها به طور متفاوتی به تابش پاسخ می‌دهند:
دوره لانه گزینی: در این دوره، جنین هنوز به طور کامل در رحم لانه‌گزینی نکرده است و به شدت در برابر عوامل آسیب‌زا حساس است. تابش می‌تواند منجر به مرگ جنین بدون ایجاد هرگونه ناهنجاری ظاهری شود.
دوره ارگانوژنز: این دوره، که با تشکیل اندام‌های اصلی جنین همراه است، یکی از حساس‌ترین دوره‌های بارداری به شمار می‌رود. تابش در این دوره می‌تواند باعث ایجاد انواع مختلف ناهنجاری‌های مادرزادی شود که شدت و نوع آن‌ها به دوز تابش و مرحله رشد جنین بستگی دارد.
دوره رشد جنین: در این دوره، اندام‌های تشکیل شده به رشد و تکامل خود ادامه می‌دهند. تابش در این دوره می‌تواند باعث کاهش رشد جنین، اختلال در عملکرد اندام‌ها و افزایش خطر ابتلا به سرطان در دوران کودکی یا بزرگسالی شود.

### اثرات دیررس تابش بر جنین
اثرات تابش بر جنین ممکن است در کوتاه‌مدت و یا بلندمدت بروز کند. برخی از این اثرات عبارتند از:
کاهش رشد جنین: تابش می‌تواند باعث اختلال در رشد و تکامل جنین شده و منجر به تولد نوزادانی با وزن کم یا قد کوتاه شود.
ناهنجاری‌های مادرزادی: تابش می‌تواند باعث ایجاد انواع مختلف ناهنجاری‌های مادرزادی در اندام‌های مختلف بدن شود.
اختلالات عصبی: تابش می‌تواند به سیستم عصبی مرکزی جنین آسیب رسانده و منجر به اختلالات یادگیری، کاهش بهره هوشی و مشکلات رفتاری در کودک شود.

### افزایش خطر ابتلا به سرطان
کودکان متولد شده از مادرانی که در دوران بارداری در معرض تابش قرار گرفته‌اند، در طول زندگی خود در معرض خطر بالاتر ابتلا به انواع مختلف سرطان قرار دارند.

### حفاظت در برابر تابش در دوران بارداری
برای کاهش خطر اثرات زیانبار تابش بر جنین، رعایت نکات زیر ضروری است:
اجتناب از انجام رادیوگرافی‌های غیرضروری در دوران بارداری: قبل از انجام هرگونه تصویربرداری پزشکی، پزشک باید از بارداری بیمار مطلع باشد و در صورت امکان از روش‌های جایگزین استفاده کند.
کاهش دوز تابش: در صورتی که انجام رادیوگرافی ضروری باشد، باید از حداقل دوز ممکن استفاده شود.
استفاده از تجهیزات حفاظتی: استفاده از سپرهای سربی برای محافظت از اندام‌های حیاتی جنین، می‌تواند به کاهش دوز تابش دریافتی جنین کمک کند.
حفاظت از جنین در برابر تابش، یکی از مهم‌ترین وظایف پزشکان و متخصصان بهداشت است. با افزایش آگاهی در مورد خطرات تابش و اتخاذ تدابیر پیشگیرانه مناسب، می‌توان از بروز عوارض جدی در نوزادان جلوگیری کرد.

## فواید پرتودرمانی در تصویربرداری و درمان پزشکی
فواید پرتودرمانی در تصویربرداری و درمان پزشکی استفاده از پرتوهای تصویربرداری پزشکی فواید متعددی دارد. معاینات تصویربرداری غربالگری برای تشخیص زودهنگام سرطان و کاهش خطر مرگ استفاده می شود. همچنین خطر ابتلا به بیماری‌های جدی محدودکننده زندگی و اجتناب از جراحی را کاهش می‌دهد. این آزمایش‌ها شامل غربالگری سرطان ریه، غربالگری سرطان پستان و غیره است. پرتودرمانی همچنین به عنوان درمان برای بسیاری از انواع مختلف سرطان استفاده می شود. حدود 50 درصد از همه بیماران سرطانی پرتودرمانی دریافت می‌کنند. پرتودرمانی سلول های سرطانی را از بین می برد و از رشد آنها جلوگیری می کند. به غیر از سرطان، بسیاری از انواع تصویربرداری پزشکی برای تشخیص بیماری‌های تهدیدکننده زندگی، مانند حملات قلبی، آمبولی ریوی و پنومونی استفاده می‌شود.

## نرخ نوردهی ثابت
میدان پرتو گاما را می‌توان با نرخ نوردهی (به عنوان مثال بر حسب واحد رونتگن در ساعت) مشخص کرد. برای یک منبع نقطه‌ای، نرخ نوردهی به طور خطی با رادیواکتیویته منبع متناسب و با مجذور فاصله نسبت عکس خواهد داشت. F = Γ×α / r2 که در آن F نرخ نوردهی، r فاصله، α فعالیت منبع، و Γ ثابت نرخ نوردهی است که به رادیونوکلئید خاصی که به عنوان منبع پرتو گاما استفاده می‌شود، بستگی دارد. 

## نگارخانه

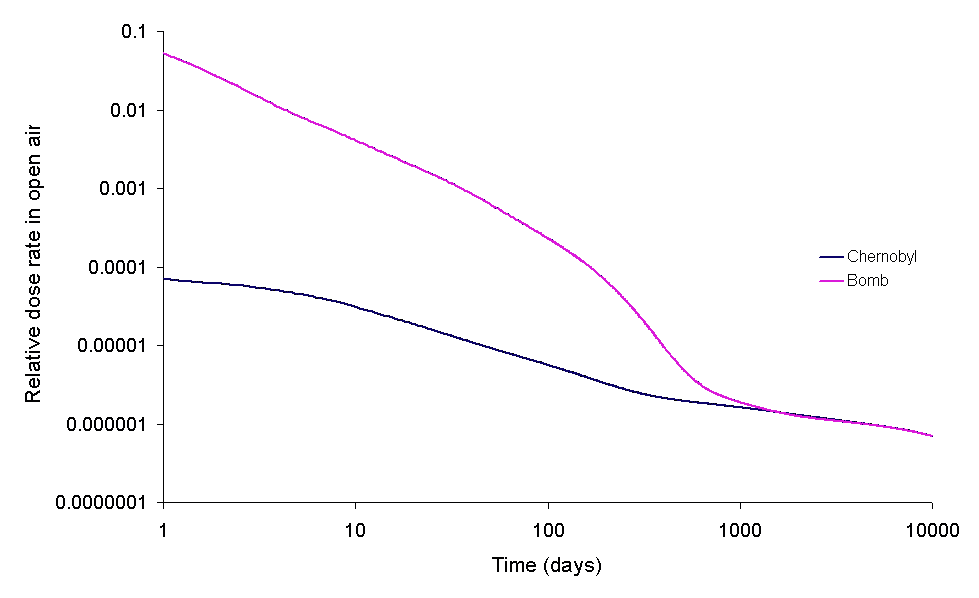
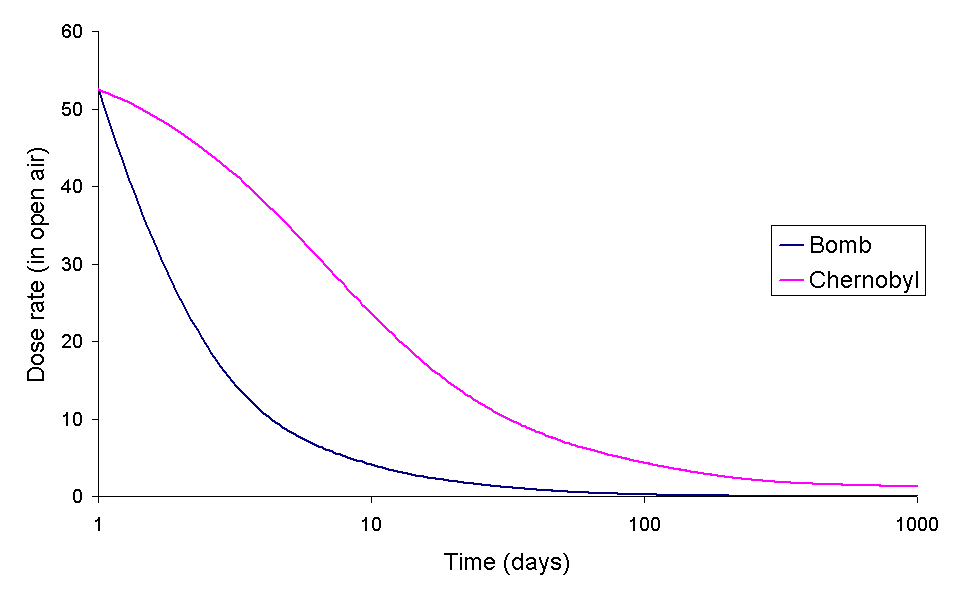
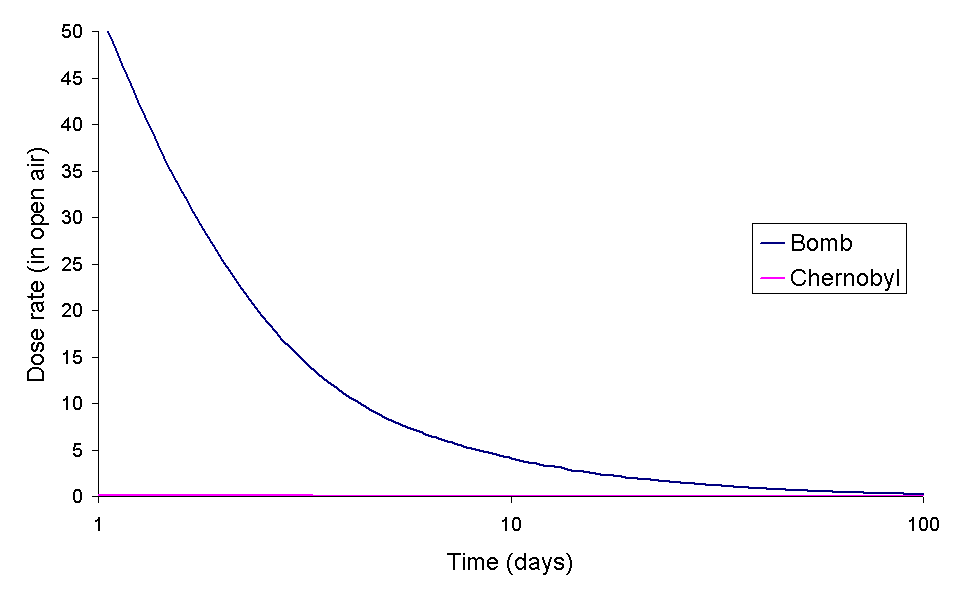